# Trigaches e São Brissos
Trigaches e São Brissos est une paroisse civile portugaise (en portugais : freguesia) de la municipalité de Beja dans le district du même nom en Alentejo. Elle est créée en 2013, par fusion des paroisses de Trigaches et São Brissos.

## Géographie
Trigaches e São Brissos est située au nord-ouest de Beja. Elle est limitrophe des municipalités de Ferreira do Alentejo, à l'ouest, et Cuba, au nord.
Elle accueille sur son territoire la base aérienne et l'aéroport de Beja.

## Histoire
La paroisse est créée par la loi no 11-A/2013 du 28 janvier 2013 portant réorganisation administrative du territoire des freguesias, en fusionnant les paroisses de Trigaches et São Brissos. Son nom officiel est União das Freguesias de Trigaches e São Brissos et son siège est fixé à Trigaches.

## Démographie
Lors du recensement de 2021, Trigaches e São Brissos compte 485 habitants. C'est alors la paroisse la moins peuplée de la municipalité de Beja.
Lors du précédent recensement de 2011, Trigaches e São Brissos comptait 572 habitants, dont 464 habitants à Trigaches et 108 habitants à São Brissos,,.